# Kościół Mariacki w Pasewalku
Kościół Mariacki (niem. St.-Marien-Kirche) – gotycka świątynia luterańska znajdująca się w niemieckim mieście Pasewalk.

## Historia
Pierwsza wzmianka o kościele w Pasewalku pochodzi z 1177 roku. Obecną świątynię wzniesiono w latach 1325–1350, a w XV wieku od północy dostawiono późnogotycką kaplicę. Wieża i dach były niszczone w 1630 podczas wojny trzydziestoletniej i w 1711 w trakcie III wojny północnej. W 1734 rozpoczęto odbudowę wspartą finansowo przez Fryderyka Wilhelma I, dwa lata później ponownie można było odprawiać nabożeństwa. W 1795 roku sprowadzono tu wyposażenie ze zniszczonego w pożarze Kościoła Mariackiego w Szczecinie. W latach 1839–1841 wieżę nadbudowano o neogotyckie piętro na planie ośmiokąta zwieńczone spiczastym dachem. W latach 1860–1863 wnętrze przebudowano wg projektu Friedricha Augusta Stülera, powstały wówczas: kamienny ołtarz, ambona i 60-głosowe organy z warsztatu Kaltschmidt. W 1945, w ostatnich dniach II wojny światowej, zniszczony został dach i szyby w oknach. W 1947 nawę przykryto prowizorycznym dachem, a rok później odprawiono tu pierwsze po wojnie nabożeństwo. W latach 1958–1983 świątynię odrestaurowano.
Nad ranem 3 grudnia 1984 północno-zachodni narożnik wieży zawalił się, a dzień później kolejny fragment uległ destrukcji. Ruiny wysadzono 8 grudnia 1984, niszcząc przy tym część korpusu nawowego wraz z organami Kaltschmidta. W 1986 roku niezabezpieczony dach nawy został zniszczony podczas burzy. W latach 1987–1988 rozpoczęto prace rekonstrukcyjne, 2 września 1988 wmurowano kamień węgielny pod odbudowę, a w 1989 wzniesiono fundamenty wieży. Zdecydowano się na rekonstrukcję w kształcie nawiązującym do wyglądu budowli w średniowieczu. W 1991 odbudowę kontynuowano pod nadzorem architekta Hansa-Axela Pietscha, 20 maja 1993 uroczyście uruchomiono dzwony, a 18 września 1994 zainstalowano hełm wieży. W latach 2012–2013 odrestaurowano korpus nawowy.

## Architektura i wyposażenie
Świątynia gotycka, trójnawowa, o układzie halowym. Ma długość 8 przęseł, przykrywają ją sklepienia krzyżowo-żebrowe. Podstawa wieży jest kamienna, a wyższe piętra – ceglane i udekorowane blendami. Wieża wznosi się na wysokość 78,5 m, a sam hełm ma wysokość 26,5 m.
Neogotycki ołtarz i ambona ze sztucznego kamienia pochodzą z czasów przebudowy wg projektu Friedricha Augusta Stülera. Ołtarz główny zdobi obraz Chrystusa Niosącego Krzyż pędzla Georga Friedricha Boltego, będący kopią obrazu Rafaela Santiego, a ambonę – wizerunki Marcina Lutra, Jana Bugenhagena, Filipa Melanchtona i Ottona z Bambergu. Prezbiterium zdobi witraż autorstwa Heinricha Oldmanna, ze sceną ostatniej wieczerzy. 19-głosowe organy wykonano w 1992 roku warsztacie Sauer we Frankfurcie nad Odrą, przeniesiono je tu w 2003 roku z kościoła św. Mikołaja, w którym były dotychczas tymczasowo przechowywane. Na wieży kościoła zawieszono sześć dzwonów, pięć z nich odlano w latach 90. XX wieku.

## Galeria

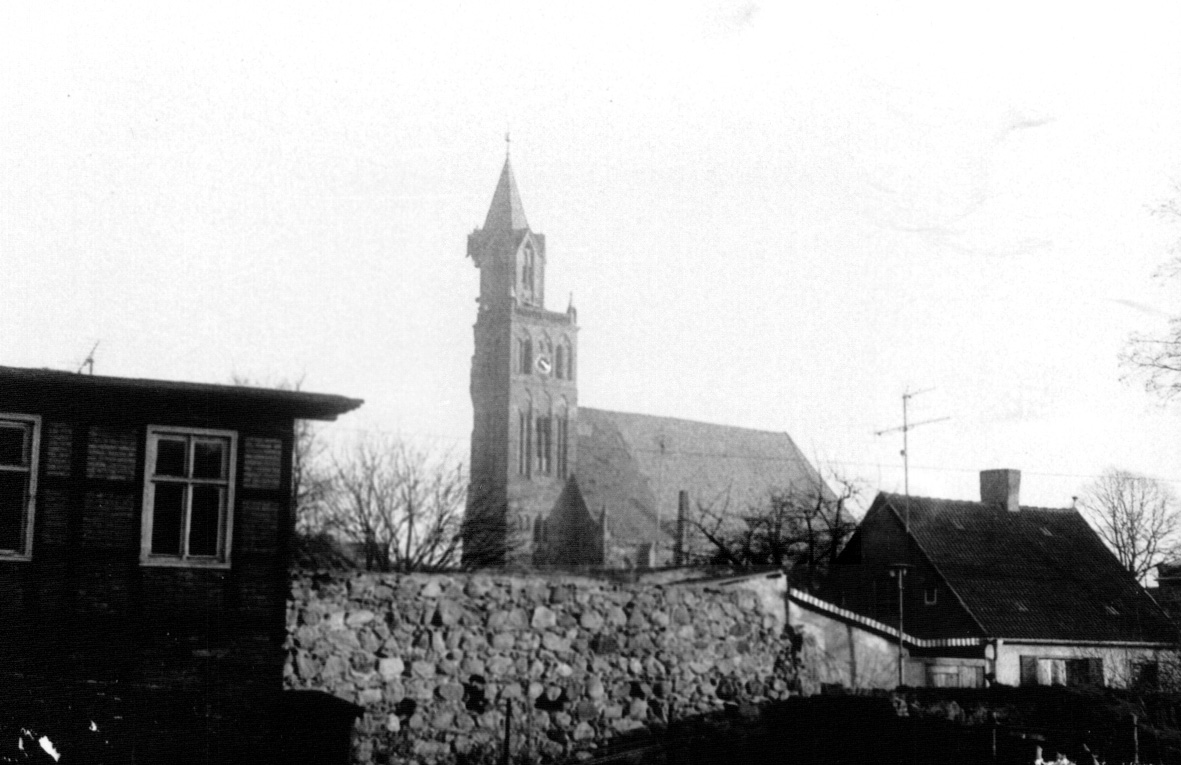
Częściowo zawalona wieża w grudniu 1984
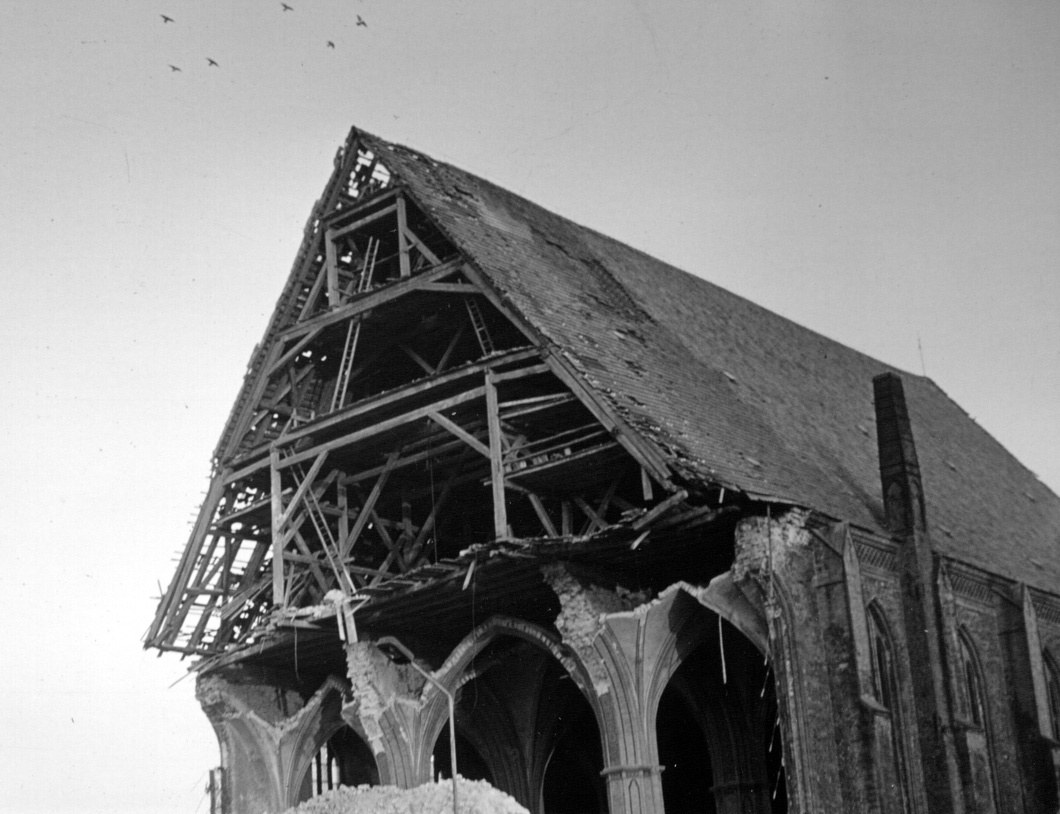
Kościół po wysadzeniu wieży
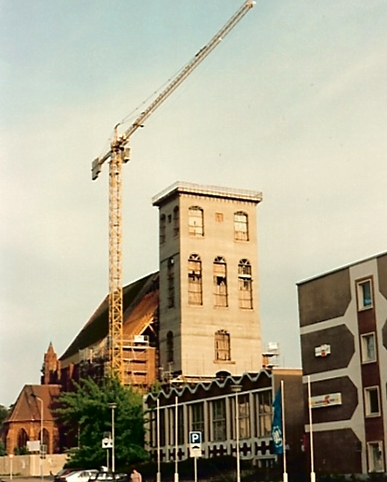
Wieża podczas odbudowy
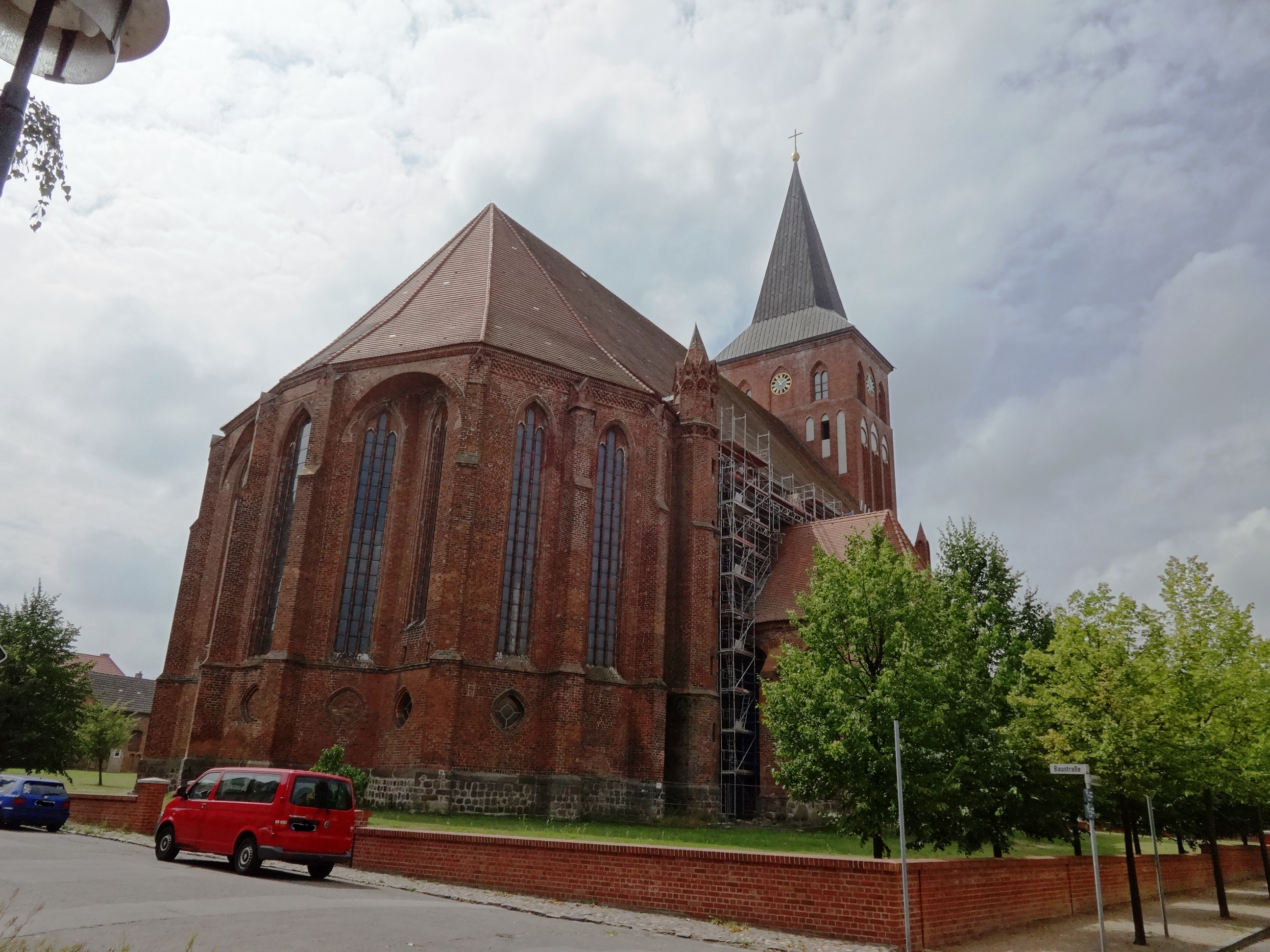
Prezbiterium
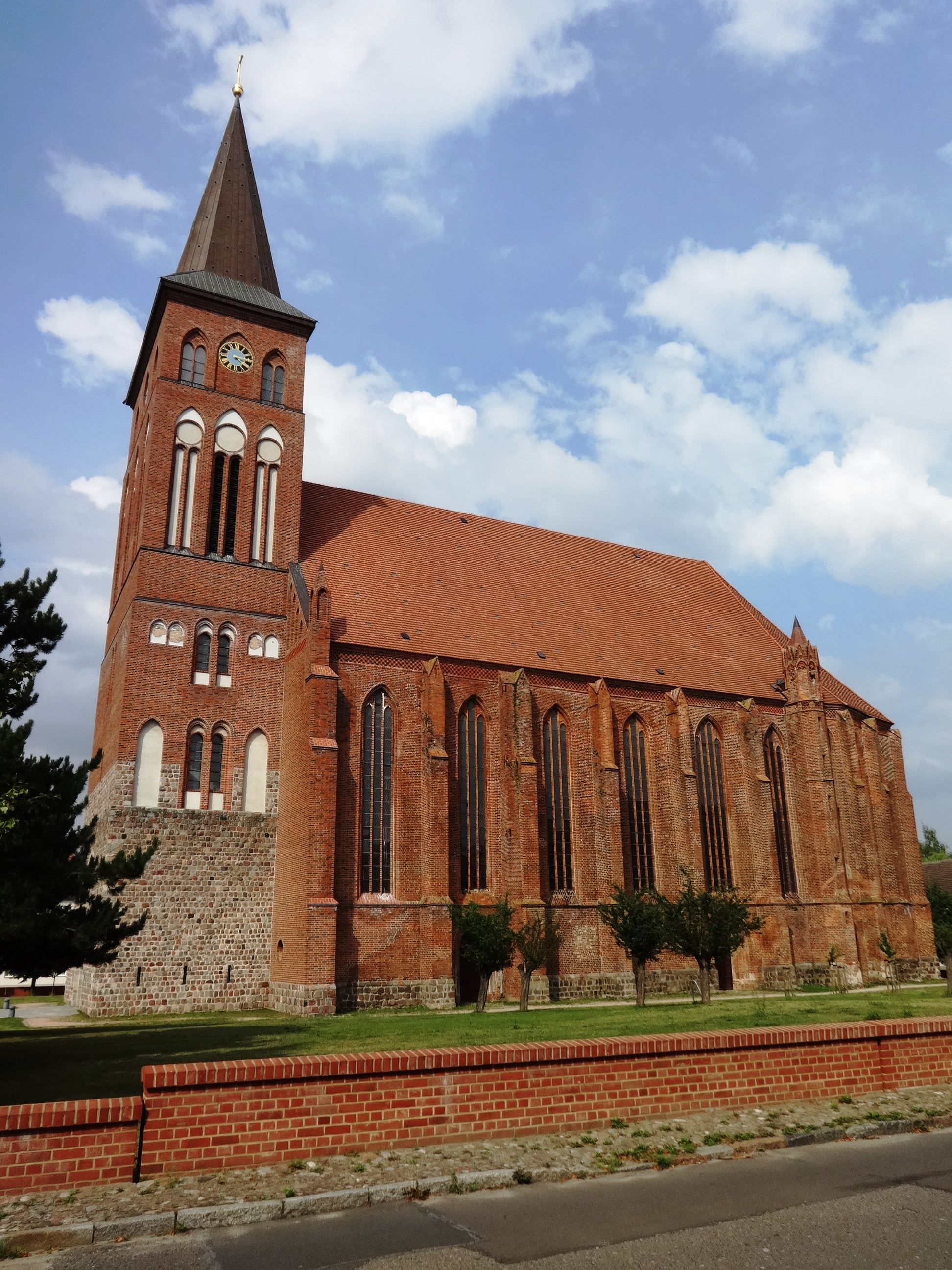
Południowa elewacja
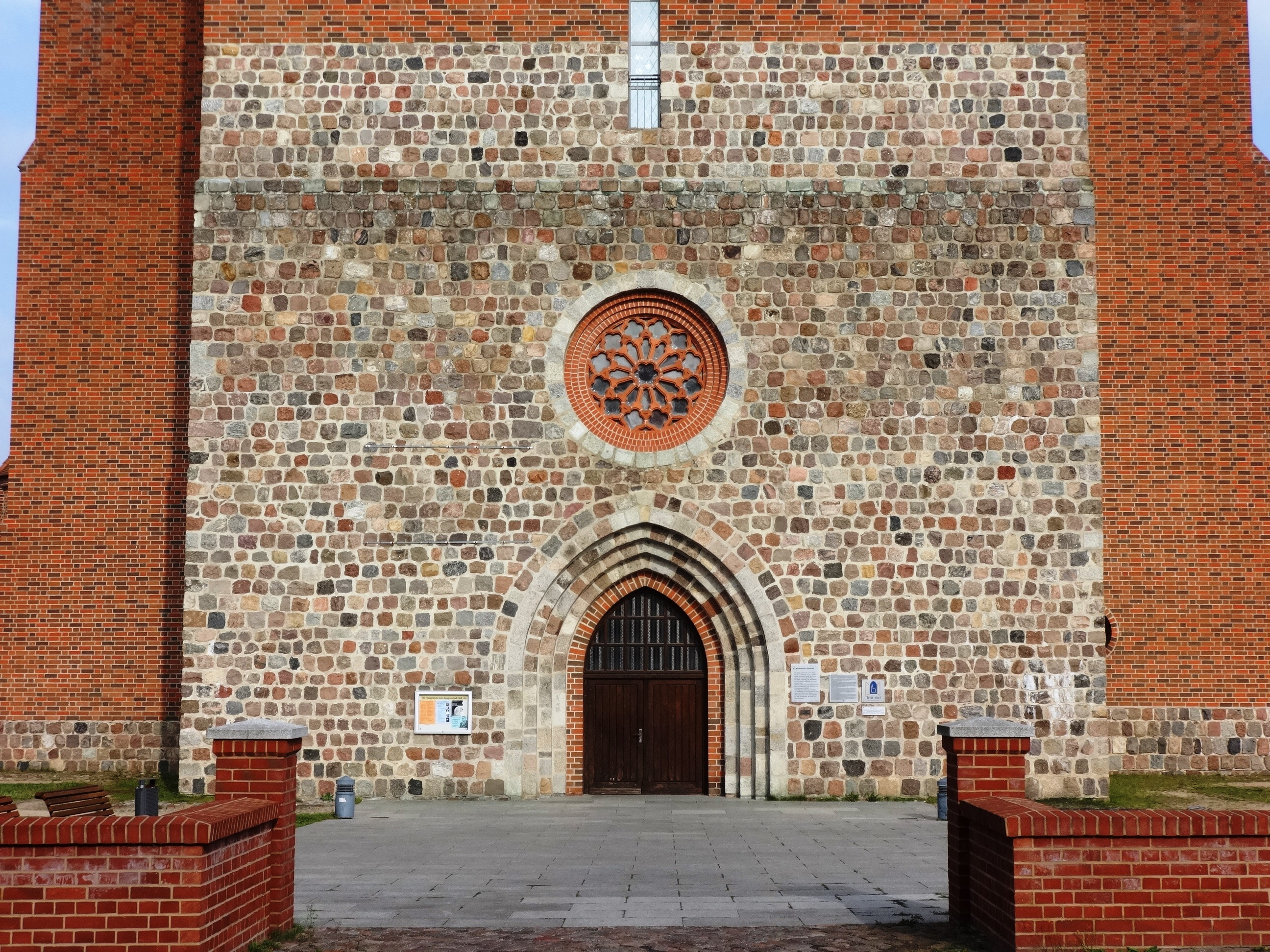
Portal główny
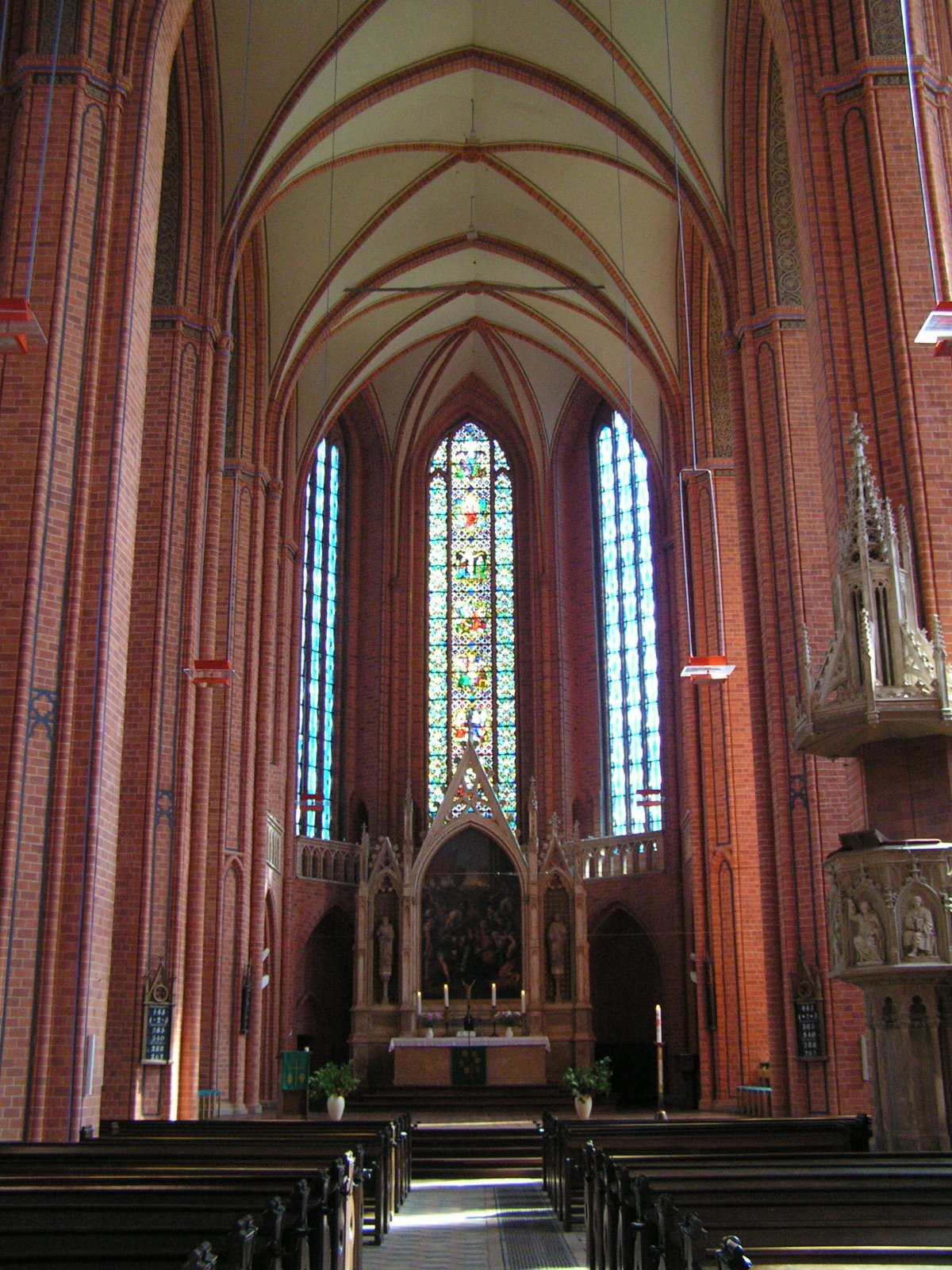
Wnętrze
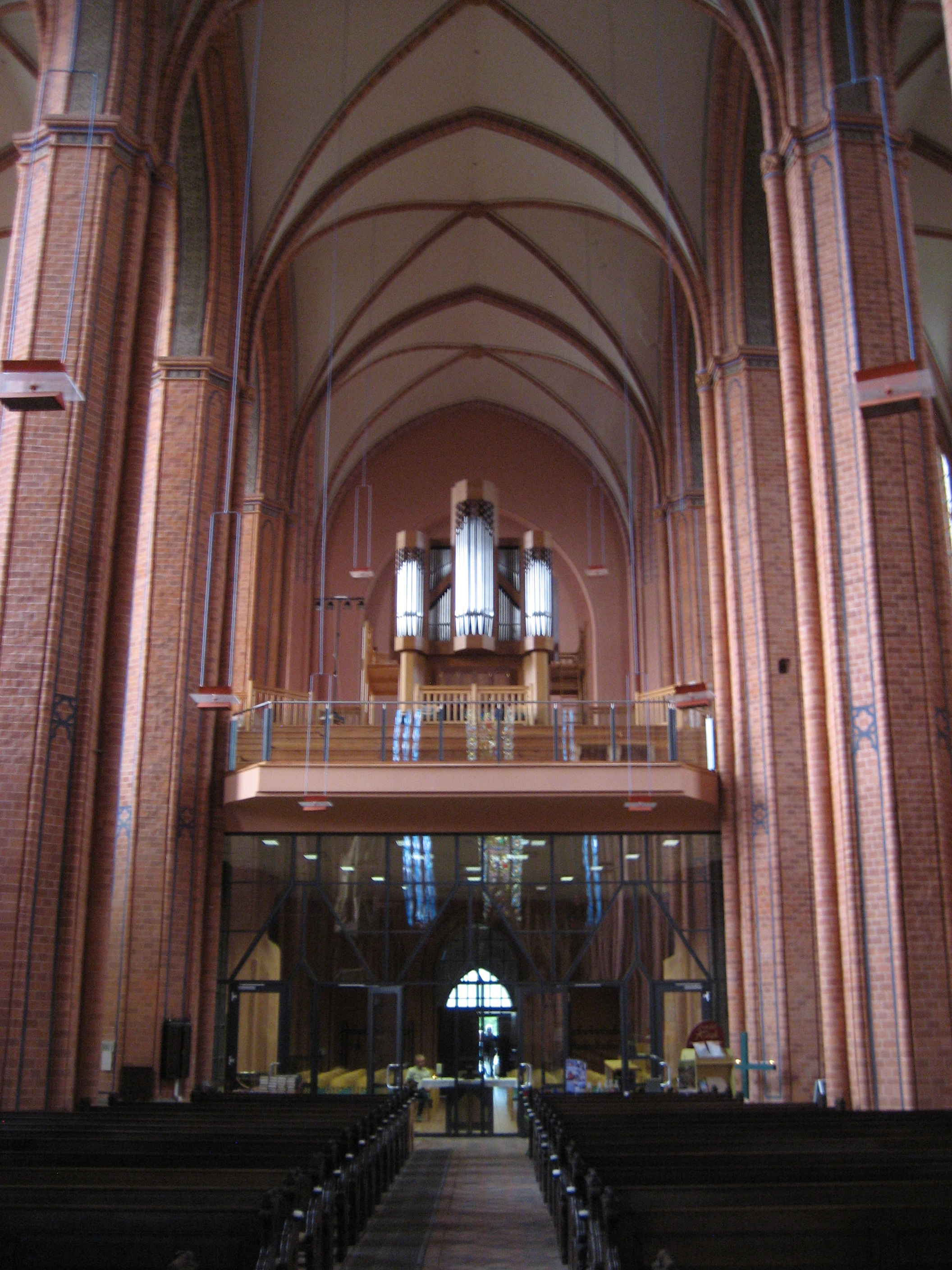
Empora organowa
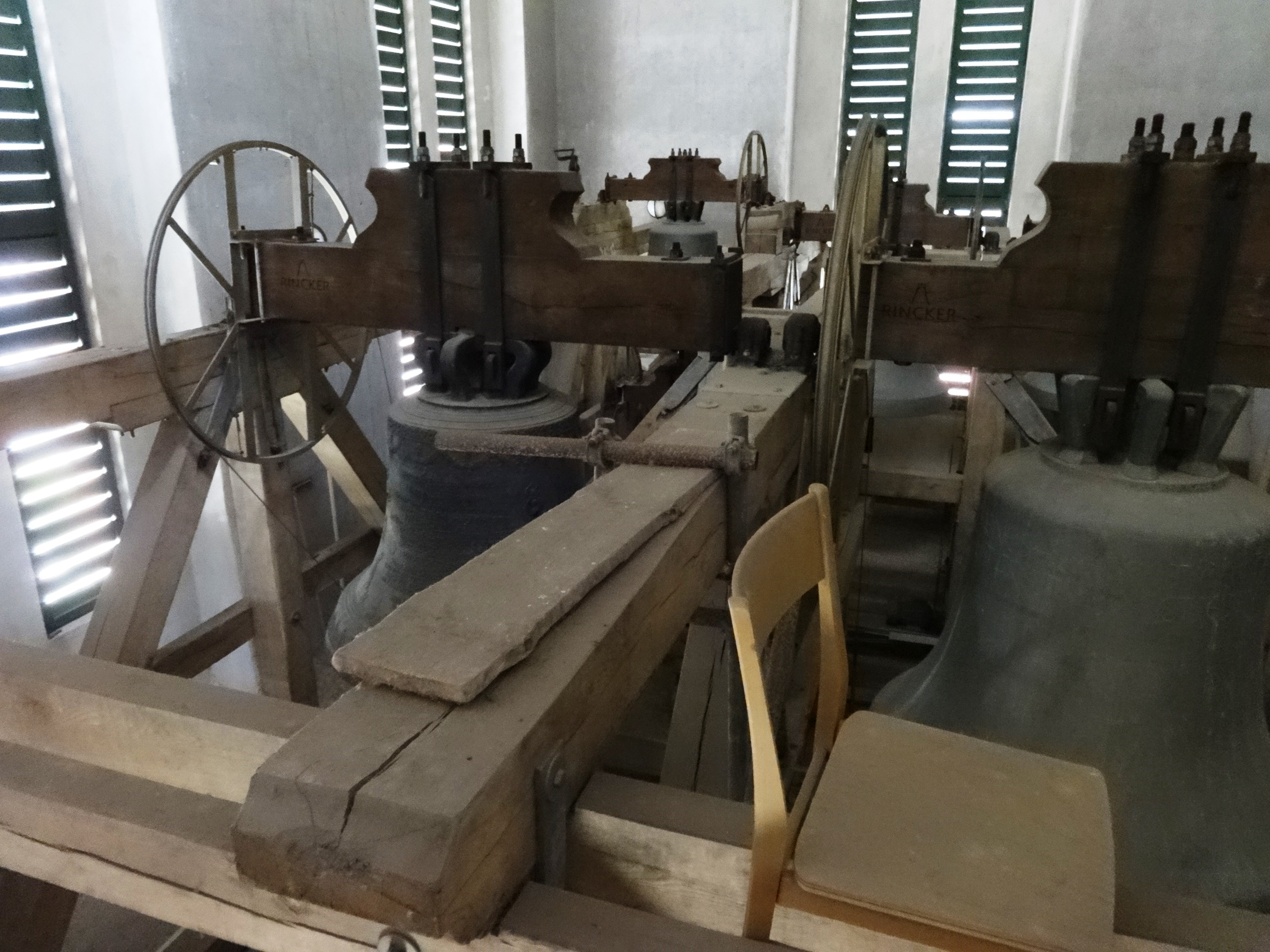
Dzwony